# Tafi (Volk)
Die Tafi (auch: Tegbo) sind ein Volk in Ghana mit ca. 4.400 (2003) Mitgliedern. Die Tafi leben östlich vom Volta-Stausee westlich der Grenze zu Togo. Nachbarn der Tafi sind die Ewe, Nyangbo und Avatime.
Die Sprache der Tafi ist das gleichnamige Tafi aus der Gruppe der Kwa-Sprachen.